# Lycodryas cococola
Espèce
Lycodryas cococola est une espèce de serpents de la famille des Lamprophiidae.

## Répartition
Cette espèce est endémique de l'archipel des Comores. Elle se rencontre à Mohéli et à la Grande Comore.

## Liste des sous-espèces
Selon The Reptile Database (7 janvier 2013) :
- Lycodryas cococola cococola Hawlitschek, Nagy & Glaw, 2012 de la Grande Comore
- Lycodryas cococola innocens Hawlitschek, Nagy & Glaw, 2012 de Mohéli.

## Publication originale
- Hawlitschek, Nagy & Glaw, 2012 : Island Evolution and Systematic Revision of Comoran Snakes: Why and When Subspecies Still Make Sense. PLoS ONE, vol. 7, n. 8, p. e42970 (texte intégral).